# Josephine de Boer
Josephine de Boer (Nova York, 26 de febrer de 1886 - Chapel Hill, 11 de febrer de 1972) fou una filòloga estatunidenca que s'interessà per la literatura catalana i la difongué en el seu país a partir dels anys 30 del segle xx, i així esdevingué pionera dels estudis de catalanística a Nord-amèrica.

## Vida
Josephine de Boer nasqué en el si d'una família d'emigrants neerlandesos. Va acabar els estudis en literatura francesa a la Universitat de Colúmbia el 1907 i va continuar estudiant a Chicago, en una estada a França (a la Sorbona i al Collège de France), i obtingué el títol de doctora el 1925 a la Universitat Johns Hopkins. Va ensenyar en diverses universitats americanes (Vassar, 1924; Sweet Briar College de Virginia, 1928-1931; Connecticut College, 1935-1936; Wittemberg College de Springfield, 1937-1940) fins que el 1946 obtingué una plaça a la Universitat de Califòrnia a Berkeley, on restà fins a la jubilació el 1957.
La seva especialitat fou en el primer moment la literatura francesa del segle XVII; la seva tesi doctoral fou sobre Guillaume Colletet. Però a partir dels anys 20 i 30, en visites que feu a Catalunya i Mallorca, s'interessà per la literatura catalana contemporània, sobretot per la poesia. Precisament estava a Catalunya a l'inici de la guerra civil i fou evacuada amb altres estrangers per un vaixell de guerra estatunidenc. Començà a contribuir amb temes de literatura catalana als congressos de la Modern Language Association i a publicar sobre diversos autors en revistes i llibres: publicà estudis sobre Costa i Llobera, Joan Alcover, Gabriel Alomar, Rusiñol, López-Picó, etc. El 1951 se celebraren els Jocs Florals a Nova York i en fou la mantenidora. Durant els anys 50 i 60 continuà publicant sobre autors catalans; també dedicà un article a les poetesses catalanes contemporànies.
El 1955 fou nomenada membre corresponent de la Reial Acadèmia de Bones Lletres de Barcelona. Després de diversos anys d'esforços organitzatius i en col·laboració amb altres estudiosos del català i l'occità, el 1958, aconseguí crear una secció permanent occitano-catalana en els congresos de la MLA, on continuà participant. Els anys finals de la seva vida, els passà a Chapel Hill, on continuà assessorant estudiants de doctorat i fent altres treballs científics fins a la seva mort.

## Obra
- Rusiñol the Writer in: The Spanish Review IV (1937), p. 1-23
- Bard of Barcelona: Josep Maria López-Picó in: Bulletin of Spanish Studies XIV (1937), p. 173-190
- Diversos articles sobre autors mallorquins a Mallorcan Moods in Contemporary Art and Literature (Williamsport, Bayard, 1938)
- Four Mallorcan Satirists in: Symposium XIV (1960), p. 188-198
- Catalan Women Poets in: Books Aboard XXXVI (1962), p. 32-34 (sobre Maria Antònia Salvà, Clementina Arderiu i altres)
- Mallorcan Literature: 1920-1960 in: Kentucky Romance Quaterly XVI (1969), p. 329-348